# Polynesia truncapex
Polynesia truncapex là một loài bướm đêm trong họ Geometridae.